# Ukrainische 80er-Generation
Die Ukrainische 80er-Generation (ukrainisch Вісімдесятники/Wisimdesjatnyky) steht für eine Generation von Autoren, die in der zweiten Hälfte der 1980er Jahre in der Ukraine in Erscheinung getreten sind.
Die Generation der „80er“ schuf, so Vladimir Ješkilev, als erste innerhalb der Geschichte der ukrainischen Nachkriegsliteratur eine Opposition gegen den traditionalistischen Diskurs nicht in Form des Widerstands einzelner Personen, sondern als Phänomen innerhalb einer neuen literarischen Generation.
Diskursiv kann man dieses Phänomen in einen postmodernen und einen neomodernen Teil unterteilen. Auf das Schaffen der „80er“ wirkten sich die sozialen Brüche der frühen 1990er-Jahre aus, was sich bei den Vertretern der Generation (Bu-ba-bu, LuGoSad, „Hunde des Heiligen Jurij“) in der sogenannten „karnevalistischen Reflexion“ manifestierte.
Die „Achtziger“ orientierten sich vor allem an der europäischen Kultur, insbesondere an der Literatur des postösterreichischen Kulturraums des 20. Jahrhunderts (Georg Trakl, Franz Kafka, Milan Kundera). Vladimir Ješkilev spricht davon, dass die neomodernistische Komponente der Gruppe sich hauptsächlich organisch zur aktuellen literarischen Situation in der Ukraine verhielt, und weniger auf den postmodernen Bereich bezogen war. 
Innerhalb des noemodernistischen Teils der Bewegung findet eine eigene Art der Entschädigung für jene Verluste statt, die die ukrainische Literatur durch ihre Isolierung und Marginalisierung während der sowjetischen Periode erleiden musste. 
Zur Bildung eines eigenständigen Kanons jener Schriftsteller, die der Generation der ukrainischen „80er“ angehörten, trug das Erscheinen einer gleichnamigen, von Igor Rymaruk zusammengestellten und im Jahre 1990 in Edmonton edierten Anthologie bei. Werke der Generation der „80er“ wurden auch in der Anthologie „Aus drei Welten“ („З трьох світів“) publiziert.

## Kennzeichen des Phänomens der „80er“
Laut Vladimir Ješkilev sind aus der Reihe der besonderen Merkmale des Phänomens der „Visimdesyatnyky“ vor allem folgende zu nennen:
1. die Aneignung einer dominanten Bedeutung des formalen Bestandteils eines Werkes;
2. der Übergang vom narrativen zu einem intertextuellen Symbolismus und die Suche nach dem Sinn der Intertextualität als Nostalgie für den Innenraum;
3. der fehlende Anspruch auf die Schaffung eines konstitutiven Textes;
4. der Wunsch nach einer Charismatisierung durch "eine Anerkennung im Westen" und die daraus resultierenden Komplexe und Frustrationen;
5. ein konzeptioneller städtischer Individualismus;
6. der Hang zu künstlichen Formen der Schöpfung.

## Die wichtigsten Vertreter der ukrainischen 80er
- Jurij Andruchowytsch
- Natalka Bilozerkiwez
- Wassyl Herassymjuk
- Pawlo Hirnyk
- Jaroslaw Dowhan
- Iwan Malkowytsch
- Petro Midjanka
- Kost Moskalez
- Oksana Sabuschko
- Wiktor Neborak
- Oleksandr Irwanez
- Wolodymyr Zybulko
- Mykola Rjabtschuk
- Ihor Rymaruk
- Wjatscheslaw Medwid